# Thomasomys monochromos
Thomasomys monochromos és una espècie de mamífer rosegador de la família dels cricètids. És endèmic de l'extrem nord-oriental de Colòmbia, on viu a altituds d'entre 2.290 i 3.600 msnm. Els seus hàbitats naturals són els boscos montans i els páramos. Està amenaçat per la desforestació provocada per l'agricultura il·legal (cultius de coca).